# José Afonso
José Manuel Cerqueira Afonso dos Santos, detto José Afonso, noto anche con lo pseudonimo di Zeca Afonso (Aveiro, 2 agosto 1929 – Setúbal, 23 febbraio 1987), è stato un cantautore portoghese.

## Biografia

### L'infanzia e l'adolescenza
Nato il 2 agosto 1929 ad Aveiro, "nella parte della città orientata verso il realismo e verso il mare", in una famiglia di amministratori coloniali dell'impero lusitano, di orientamenti reazionari, pro-salazaristi e addirittura filo-hitleriani, divenne la voce della Resistenza, della rivolta e della rinascita del suo paese. Quando il padre, José Nepomuceno Afonso, viene trasferito in Angola, nel 1930, come delegato del procuratore della Repubblica, il piccolo José rimane a Aveiro per motivi di salute, affidato alle cure della zia Gigé e dello zio Xico, un “repubblicano anticlericale e contrario alla dittatura di Sidónio Pais. Un uomo integro.”.
Dal 1932 al 1937 José Afonso vive con in genitori ed i fratelli in Angola, incantato ed abbagliato dalle immensità africane. Il suo rapporto fisico con la natura è la causa del suo profondo legame con il continente africano, che si rifletterà in tutta la sua vita. I fragori dei tuoni, i grandi fiumi attraversati su delle zattere e la foresta gli avevano occultato la realtà coloniale. Solo anni dopo, esercitando la sua cattedra di insegnamento in Mozambico, avrà modo di conoscere l'amara immagine della società coloniale modellata sullo stile dell'apartheid sudafricano.
Nel 1937 ritorna a Aveiro, dove è ricevuto dalle zie materne; nello stesso anno parte per il Mozambico. A Lourenço Marques (l'odierna Maputo) rivede i genitori e i fratelli, con i quali vivrà per l'ultima volta assieme fino al 1938. Tornato in Portogallo, nel 1938, José Afonso viene ospitato dallo zio Filomeno, allora presidente della Camera dei deputati già in pieno regime salazarista, a Belmonte. L'anno dopo i genitori sono già a Timor, dove verranno catturati e deportati dagli occupanti giapponesi, fino al 1945. Per tre anni José Afonso rimane senza alcuna notizia dei genitori.

### La formazione politica
A Belmonte, "Zeca" Afonso termina l'istruzione primaria e vive nell'ambiente più profondo del salazarismo clericale e fascista, di cui lo zio è fervente ammiratore e sostenitore. "Fu l'anno più brutto e disgraziato della mia vita", ebbe ad ammettere in confidenza. Filofranchista e filonazista, lo zio di José Afonso lo costringe a indossare la divisa della Mocidade Portuguesa, l'organizzazione giovanile salazarista fondata sul modello della Gioventù Fascista italiana e della Gioventù hitleriana tedesca. Ma con il suo arrivo a Coimbra nel 1940, ospitato da una zia molto religiosa, le sue pulsioni più intime si sovrappongono alle influenze familiari.
José Afonso comincia a cantare verso la fine del quinto anno del Liceo Dom João III, e la sua voce non resta indifferente e comincia a risuonare per la città vecchia. I tradizionalisti cominciano a chiamarlo "Il ragazzino che canta bene".
A Coimbra passa per le “Repúblicas”, le libere associazioni studentesche, ove conosce l'amicizia e la goliardia accademica. Sedotto dalla città e dalla sua atmosfera, ha i suoi primi contatti con l'associazionismo cooperativo e ricreativo e gioca a calcio nella squadra dell'Università, la “Académica” girando con la squadra un po' per tutto il paese.
Nei collettivi conosce dei “tipacci popolari”, tra i quali Flávio Rodrigues, che ammira come grande chitarrista, superiore addirittura a Artur Paredes. Si inizia all'arte della serenata e canta in “feste e sagre di paese. Un'occasione qualsiasi bastava per invitare degli studenti di Coimbra, che si riempivano la pancia a facevano cantare la gente...”.
Da studente, fa parte di vari gruppi dell'“Orfeão Académico de Coimbra” e della “Tuna Académica da Universidade de Coimbra”; con i gruppi tiene spettacoli non solo in Portogallo, ma anche in Angola e in Mozambico. José Afonso diviene una vera stella del fado di Coimbra, tradizionale e lirico; ma è anche l'epoca in cui, alla ricerca delle canzoni della più autentica tradizione popolare, José Afonso entra in contatto con gli ambienti sociali più miserevoli (il Portogallo era di gran lunga il paese più povero dell'intera Europa occidentale), specialmente nella città di Porto. È proprio dal poverissimo quartiere di Barredo che trae l'ispirazione per la ballata Menino do Bairro Negro.

### I primi dischi
Nel 1958 José Afonso scrive il suo primo disco, “Baladas de Coimbra”, proprio nel momento in cui accompagna e sostiene il movimento che si è raccolto attorno alla candidatura alla presidenza di Humberto Delgado. Si tratta di elezioni in cui il regime, per dimostrare una sua “apertura democratica”, ha permesso che si presentasse un candidato chiaramente di opposizione; ciononostante, si tratta di un'apertura di pura facciata. Vengono commessi ogni sorta di brogli elettorali e di intimidazioni violente nei confronti dell'opposizione; passa naturalmente il candidato del regime (Américo Tomás, che nel 1974 verrà cacciato assieme a Marcelo Caetano dalla “Rivoluzione dei Garofani”) e Delgado deve prendere la via dell'esilio per sfuggire alle persecuzioni della PIDE. Più tardi, José Afonso incide “Os Vampiros” che, assieme alla “Trova do Vento que Passa”, scritta da Manuel Alegre e interpretata da Adriano Correia de Oliveira, costituisce una pietra miliare nella canzone di impegno e di resistenza antifascista.
Nel maggio del 1964, José Afonso tiene un concerto a Grândola, una cittadina della regione meridionale dell'Alentejo, dove ha modo di conoscere la locale realtà associativa e cooperativa (la “Sociedade Musical Fraternidade Operária Grandolense” è stata fondata alla fine degli anni '40 e subisce in ogni momento la mannaia del regime); impressionato fortemente, se ne ricorderà anni dopo scrivendovi sopra una canzone. Poco dopo, José Afonso parte ad insegnare in Mozambico; professore di liceo, svolge un'intensa attività politica anticolonialista che gli causa i primi gravi problemi con la PIDE e con l'amministrazione coloniale. Più tardi torna in Portogallo, dove viene inviato a insegnare a Setúbal (non lontano da Grândola), ma la sua attività di oppositore totale al regime si intensifica e viene espulso dall'insegnamento. Per sopravvivere si vede costretto a dare lezioni private e incide più tardi il suo primo album, "Baladas e Canções".
Tra il 1967 e il 1970, José Afonso svolge un'attività politica e musicale enorme e diventa un simbolo della resistenza antifascista. Viene numerose volte arrestato dalla PIDE, tiene contatti con la resistenza in esilio, con il PCP (il Partido Comunista Português di Álvaro Cunhal) e con la sinistra radicale. Nel 1969 partecipa al primo incontro della “Chanson Portugaise de Combat” a Parigi e si impegna moltissimo nell'elezione dei deputati all'Assemblea Nazionale della CDE a Setúbal, incidendo anche l'album Cantares do Andarilho", per il quale ottiene il primo premio della “Casa de Imprensa” (l'associazione dei giornalisti portoghesi) per il miglior disco dell'anno, e il premio per la migliore interpretazione. Bersaglio di continue censure, il suo nome viene totalmente bandito dalla carta stampata e dalla televisione; alcuni giornali, per poterlo ancora nominare, devono ricorrere a...scrivere il suo nome al rovescio, e compare quindi spesso un misterioso “Esoj Osnofa”.

### Cantigas do Maio e Grândola, Vila Morena
Con gli arrangiamenti di José Mário Branco, nel 1971, pubblica quello che è forse il suo disco più conosciuto ed importante, "Cantigas do Maio". È l'album che contiene Grândola, Vila Morena , la canzone-simbolo della rivoluzione antifascista di tre anni dopo. Grândola, Vila Morena era stata composta in omaggio alla "Sociedade Musical Fraternidade Operária Grandolense", una delle prime cooperative e associazioni operaie severamente represse dal regime.
Fu infatti proprio la trasmissione di questa canzone di José Afonso (fino ad allora assolutamente proibita) dalle onde di "Limite", il programma musicale quotidiano notturno di "Rádio Renascença", un'emittente cattolica, che diede il segnale d'inizio, alla mezzanotte del 25 aprile 1974, alla Revolução dos cravos, la Rivoluzione dei garofani (così chiamata dai fiori che una venditrice ambulante si mise a offrire ai militari di sinistra la mattina del sollevamento, in Praça do Comêrcio) che mise fine alla dittatura fascista portoghese, che durava da cinquant'anni.
Dopo la rivoluzione, José Afonso dichiarerà: “Non sapevo assolutamente della decisione del Comitato delle Forze Armate di utilizzare la mia canzone come segnale per la rivolta, e non mi resi conto immediatamente della portata della cosa. Me ne resi conto solo quando, nei giorni immediatamente susseguenti agli avvenimenti, cominciai a sentirla cantare da non so quante persone per le strade. Fu una sensazione bellissima e strana al tempo stesso.”
Intanto, “o Zeca” partecipa a vari festival dove viene coraggiosamente invitato. Viene pubblicato un libro, “José Afonso”, coordinato da Viale Moutinho, che viene sequestrato due giorni dopo la sua apparizione. Incide l'album "Eu vou ser como a toupeira", e, nel 1973, canta al III Congresso dell'Opposizione Democratica e incide "Venham mais cinco".

### Dopo la Rivoluzione
Dopo la “Rivoluzione dei Garofani partecipa a numerosi "cantos livres" e incide l'album "Coro dos Tribunais", dove si avvale della collaborazione, tra gli altri, di Fausto, Adriano Correia de Oliveira, Vitorino e José Niza. Nel 1975 canta in un gran numero di spettacoli di vario genere (anche di danza) e incide un altro album fondamentale, "Com as minhas tamanquinhas".
Nel 1976 appoggia la candidatura alla presidenza di Otelo Saraiva de Carvalho; nel 1981 tiene uno spettacolo al Théâtre De La Ville de Paris, compone la musica per lo spettacolo teatrale "Fernão Mendes" per la compagnia della "Barraca" e incide "Enquanto há força" e "Fura fura".
Nel 1985 José Afonso si ammala gravemente e tiene il suo ultimo spettacolo al Coliseu di Lisbona. Si moltiplicano i riconoscimenti e gli omaggi, e viene decorato con l'Ordem da Liberdade. Non cessa comunque la sua attività politica e appoggia la candidata di sinistra alla presidenza della repubblica, Maria de Lourdes Pintasilgo (che non viene eletta). Incide anche il suo ultimo disco, Galinhas do Mato.
José Afonso muore il 23 febbraio 1987 all'ospedale di Setúbal vittima della sclerosi laterale amiotrofica.

## Discografia
- Baladas e Canções (1964)
- Cantares do Andarilho (1968)
- Contos Velhos, Rumos Novos (1969)
- Traz Outro Amigo Também (1970)
- Cantigas do Maio (1971)
- Eu Vou Ser Como A Toupeira (1972)
- Venham Mais Cinco (1973)
- Coro dos Tribunais (1974)
- Com As Minhas Tamanquinhas (1976)
- Enquanto Há Força (1978)
- Fura Fura (1979)
- Fados de Coimbra e Outras Canções (1981)
- Como Se Fora Seu Filho (1983)
- Galinhas do Mato (1985)